# Пяринурме
Пя́ринурме (эст. Pärinurme) — деревня на севере Эстонии в волости Сауэ уезда Харьюмаа. На севере и востоке деревня граничит с Майдла, на юге с Люманду, на западе с Тагаметса. В 2012 году население деревни составляло 36 человек.
В ходе земельной реформы 1939 года земли деревни Пяринурме были присоединены к деревне Ээсмяэ. В настоящее время деревня является самостоятельным населенным пунктом, но у неё нет собственного деревенского собрания. Представители деревни входят в собрание деревни Майдла, которое занимается делами обеих деревень.
Не территории деревни расположено болото Рахама (эст. Rahama), посреди которого находятся холмы Рахаматагусе мяги и Таммесыри мяги. Данные места являются туристическими объектами.

## Население
| 2005 | 2006 | 2007 | 2008 | 2009 | 2010 | 2011 | 2012 |
| ---- | ---- | ---- | ---- | ---- | ---- | ---- | ---- |
| 34   | 34   | ↗ 35 | ↘ 34 | ↗ 36 | ↗ 39 | 39   | ↘ 36 |